# Barclays Capital Aggregate Bond Index
Barclays Capital Aggregate Bond Index (у 2008—16 роках — Barclays Capital Aggregate Bond Index, до 2008 року — «Lehman Aggregate Bond Index») — широкий базовий показник, який підтримується Bloomberg LP починаючи з 24 серпня 2016 р., а до цього — компанією Barclays, який перейняв індекс ділової активності нині неіснуючих Lehman Brothers, і часто використовується для представлення інвестиційних облігацій, які продаються в США. Індексні фонди та біржові фонди доступні для відстеження цього індексу облігацій.